# Mustafa Čolić
Šejh Mustafa ef. Čolić (Rogatica, 10. ožujka 1921. – Visoko, 5. svibnja 2004.), bosanskohercegovački je teolog bošnjačkog podrijetla, šejh nakšibendijskog tarikata, znanstvenik i prevoditelj.

## Životopis
Mustafa Čolić je rođen 1921. godine u mjestu Pločnik-Sokolovići pokraj Rogatice. Osnovno i vjersko obrazovanje stekao je u rodnom mjestu. Kako je bio najbolji učenik u osnovnoj školi, oba učitelja, jedan Srbijanac i drugi Hrvat, posebno su ga pazili. Samo je jedanput kažnjen, i to kada je iz bukvara iščupao kraljevu sliku.
Amidža ga je upisao u Merhemića medresu u Sarajevu a na preporuku travničkog kadije, dva mjeseca kasnije prebacuje ga u reformiranu Elči Ibrahim-pašinu medresu u Travniku. Bio je odličan učenik i tako nadaren da je drugi i treći razred medrese završio za jednu godinu. Uoči Drugog svjetskog rata završio je školovanje u medresi kao učenik generacije. 
Nakon toga, u siječnju 1941. godine dobiva posao imama i muallima u džematu Podžeplje pokraj Rogatice. Početkom Drugog svjetskog rata, četnici su mu ubili oba djeda, oca, dva brata, amidže, daidže i drugu rodbinu. On se tom prilikom preseljeva u Sarajevo. U studenom 1941. godine odlazi u Ostružnicu kod Fojnice na mjesto imama, gdje ostaje sve do 1952. godine. S tog mjesta prelazi na mjesto imama i hatiba Atik džamije u Fojnici. U periodu između 1945. i 1949. godine upoznaje se s mladim intelektualcem Halidom Salihagićem, koji će postati njegov nerazdvojni drug na putu duhovnog usavršavanja. 
Mustafa Čolić postaje derviš u periodu između 1945. i 1949. godine. Ispočetka je oklijevao, ali je upoznavanje sa Salihagićem bilo presudno, tako da se njih dvojica u istom mjesecu podervišuju. Prvi kod šejha Rizvana ef. Bodovije, a drugi kod šejha Džemila ef. Numanagića. Pred smrt će šejh Rizvan idžazetnamom promovirati Mustafu Čolića u šejha i svoga halifu‑nasljednika.
Godine 1955. godine Čolić seli u Jajce, gdje biva postavljen za imama, hatiba i muallima džamije Esme Sultanije u tom gradu. Na tim dužnostima ostaje u ovom džematu sve do 1987. godine, kada odlazi u mirovinu. Godine 1992. nakon što srpske snage okupiraju Jajce, on se seli u Kaćune pokraj Busovače. Po završetku rata prelazi da živi u Visoko.  
Mustafa Čolić je umro 5. svibnja 2004. godine u Visokom. Sljedećeg dana mu je klanjana dženaza u Pertačkoj džamiji u tom gradu.

## Djela i prijevodi
- Zbirka kratkih minberskih hutbi (1960)
- Vrtovi pobožnjaka – izraza Božijeg Poslanika (1974)
- Zbirka salata i selama (1995)
- Evidencije i definicije osnovnih ideoloških i religioloških učenja (1998)
- Evidencije i definicije islamskih šerijatskih učenja i vjerovanja (1998)
- Ključna spoznaja islamskog tarikatskog učenja (1999)
- Isa, alejhisselam, u svjetlu islamske tradicije (2000)
- S bismilom a bez bismile (2000)
- Osobna spoznaja Svoga i Svjetskoga Subjekta i njegove egzistencije (2000)
- Zagonetnosti i nepoznanice metafizičkog srca (metafizičkog čovjeka) (2000)
- Spasonosna poslanica (2000)
- Znanstveni tarikatski priručnik i vaspitni sufijski udžbenik (2000)
- Sročeni ilmihalski tekstovi (2001)
- Zbirni ilmihal islamizacionih stanja i pitanja za odrasle i dorasle (2001)
- Sintaksa naučnog i vjeronaučnog jezika, znatiželja svakog "murida" i potreba svakog "ferida" (2001);
- Tarikatski pirovi – dinski islamski realizatori (Kaddesallahu esrarehum) (2001)
- Delailul-hajrat – Salavati i selami Allahova Poslanika Muhammeda, sallallahu alejhi ve selleme (2002)
- Božanske objave – kitabske i ekvanske (2003)
- Osobne promocije i vlastite emocije (2003)
- Svevišnji Allah i Njegov Zikrullah (2003)
- Briljanti mudrosti (Fususul-Hikem) (2005)
- Božanski govor i insanski jezik (2006)
- Kajmak mudrosti – Zublja istinitosti o velikom i malom svijetu (2006)
- Osobne promocije i vlastite emocije (2007)
- Minberski biseri (2012)
- Četrdeset i četiri zagonetnog hadisa (2014)
- Srčano zdravlje i bolesti metafizičkog insana (2016)
- Zdravlje i bolesti jezika i ostalih organa metafizičkog insana (2020)

## Vanjske poveznice
- Kajmak mudrosti šejha Mustafe ef. Čolića